# Ownice
Ownice – wieś w Polsce położona w województwie lubuskim, w powiecie sulęcińskim, w gminie Słońsk.
W latach 1975–1998 miejscowość administracyjnie należała do województwa gorzowskiego.
W okolicach Ownic znajdują się siedliska bociana czarnego, borsuka.

## Zabytki
Do wojewódzkiego rejestru zabytków wpisany jest:
- kościół ewangelicki, obecnie rzymskokatolicki filialny pod wezwaniem Niepokalanego Poczęcia NMP, z 1867 roku.